# Koro (raper)
Koro, właściwie Kornel Regel (ur. 3 czerwca 1997 w Rzeszowie) – polski raper, freestylowiec, freak fighter i autor tekstów. Mistrz WBW (Wielka Bitwa Warszawska) z 2019 roku.

## Kariera freestylowa
Swój debiut we freestylu zaliczył podczas „Bitwy o Podkarpacie”, w 1/8 finału zmierzył się z Buczim, pojedynek zakończył się na korzyść przeciwnika.
Pierwszy występ w WBW zaliczył przeciwko Willowi Spliffowi w 2017 roku w 1/8 finału w jego rodzinnym Rzeszowie. Bitwa zakończyła się na korzyść Willa Spliffa.
W 2018 roku ponownie wystąpił w Wielkiej Bitwie Warszawskiej, w 1/8 zmierzył się z Bekonem, z którym wygrał, następnie w ćwierćfinale trafił na Peusa. Ponownie pojedynek zakończył się na korzyść przeciwnika.
16 maja wystąpił w edycji RedBull KontroWersy 2018 Kraków, dotarł do półfinału pokonując w międzyczasie Toszka i Kryspina. W nim zmierzył się z doświadczonym Boberem, z którym przegrał.
Po eliminacjach do głównego turnieju WBW, między innymi w Warszawie, Białymstoku, Lublinie, Wrocławiu czy Krakowie dotarł do finałowej fazy. W fazie grupowej trafił na Spartiaka, Milana i Peusa. Ze wszystkimi zawodnikami przegrał i odpadł z turnieju.
Po eliminacjach które wcześniej wygrał, zwyciężył turniej RedBull KontroWersy 2019 który odbył się w Gdyni. W finale zmierzył się z Jakoffem, pokonał go decyzją jury.
30 listopada 2019 roku zwyciężył Wielką Bitwę Warszawską, najbardziej prestiżowe w tamtym momencie wydarzenie freestylowe. W finale zmierzył się z Osetem, wcześniej pokonując Konrada, Kuriana i Quesha.
Brał udział w wielu bitwach freestylowych m.in.: LBN, Bitwa o Łęczną,, Bitwa o Bielsko, Bitwa o Podkarpacie , WBS, Bitwa o Kostrzyn, Hip-Hop Elements Częstochowa, RapNokaut, Bitwa o Stocznie, Poznań Freestyle League, Rap Stacja Festiwal 2022, Betclic Rap Royale, OnePunch, Bitwa o Centrum czy Bitwa o SBM FFestival 2023.
W 2020 roku wystąpił w Bitwie o Południe, gdzie dotarł do półfinału poprzednio pokonując Rybę, Kueno, Forti. W półfinale trafił na Kaza, który pokonał go po dogrywce.
29 lutego 2020 roku zwyciężył RedBull KontroWersy, gdzie w finale natrafił na Kaza, wcześniej pokonując Filipka, Iwo i Spratiaka.
W 2021 roku po raz trzeci wygrał RedBull KontroWersy. W finale natrafił na Iwo, uwcześnię pokonując Pejtiego, Oseta czy Kuriana.
W 2022 roku zakwalifikował się do Bitwy o Południe, który odbył w Katowicach. W fazie grupowej w pierwszej bitwie przegrał z Quebonafide, później wygrał z Rafim, a na końcu przegrał z Filipkiem. W dogrywkach grupowych trafił na Quebonafide i Rafiego. Dogrywki zwyciężył Quebo.
W 2022 roku dotarł do ćwierćfinału RedBull KontroWersy, w którym przegrał z Rechą, wcześniej w 1/8 finału wygrywając z Narysem.
W 2023 roku dotarł do finału Bitwy o Południe, w którym zmierzył się z Filipkiem. Pojedynek zwyciężył Filipek. Wcześniej zmierzył się z takimi freestylowcami jak m.in. Bober, Jaskier, Ksywa i Edzio.

## Kariera muzyczna
W ramach akcji #hot16challenge wydał swój pierwszy singiel.
3 czerwca 2021 roku wydał swój pierwszy album studyjny pt „Pierwszy Wolny". Na albumie znalazło się jedenaście piosenek.
24 listopada 2021 wydał swój mini album pt „W Ferworze Walki"
W 2022 roku nagrał numer pt „Tom Hardy". Na numerze wystąpili również Filipek i Milu.
26 czerwca 2022 wydał minialbum pt „Bunkier" stworzony przez 6 raperów: Koro, Majka, Radar, Swaks, Walek i Dziq.

## Dyskografia

### Albumy Studyjne
| Rok  | Album                                                                                      | Certyfikat | Sprzedaż |
| ---- | ------------------------------------------------------------------------------------------ | ---------- | -------- |
| 2021 | Pierwszy Wolny - Data: 3 czerwca 2021 - Wydawca: Young Wear - Format: CD, digital download |            |          |

### Mini albumy
| Rok  | Album | Certyfikat | Sprzedaż |
| ---- | --- | ---------- | -------- |
| 2021 | W Ferworze Walki - Data: 24 listopada 2021 - Wydawca: Young Wear - Format: CD, digital download                                 |            |          |
| 2022 | Bunkier (wraz z Majka, Radar, Swaks, Walek i Dziq) - Data: 26 czerwca 2022 - Wydawca: Young Wear - Format: CD, digital download |            |          |